# Мінерали-супутники
Мінерали-супутники (рос. минералы-спутники, англ. associate minerals, нім. Begleitminerale n pl) –
- 1) Другорядні мінерали, що супроводять головний мінерал певної мінералізації, з яким вони знаходяться в парагенетичному зв'язку: піроп і алмаз у кімберлітах, хлорит і серицит у кварцових жилах та ін.
- 2) Мінерали, захоплені разом з мінералотвірним розчином у момент утворення включення.
- 3) Зайва назва мінералів акцесорних.